# Tupigea paula
Tupigea paula är en spindelart som beskrevs av Huber 2000. Tupigea paula ingår i släktet Tupigea och familjen dallerspindlar. Inga underarter finns listade i Catalogue of Life.